# Mate Maleš
Mate Maleš (ur. 11 marca 1989 w Szybeniku) – chorwacki piłkarz, grający na pozycji pomocnika.

## Kariera klubowa
Maleš jest wychowankiem klubu HNK Šibenik. W 2007 roku przeszedł do Hajduka Split, a kilka miesięcy później do Dinama Zagrzeb, w żadnym z tych dwóch klubów nie potrafił przebić się jednak do podstawowego składu. Zimą 2009 roku trafił do Lokomotivy Zagrzeb, w którym, z kilkumiesięczną przerwą na grę w NK Zagreb, występował do lata 2013 roku. Przed sezonem 2013/14 podpisał umowę z HNK Rijeka.

## Kariera reprezentacyjna
W reprezentacji Chorwacji zadebiutował 5 marca 2014 roku w towarzyskim meczu przeciwko Szwajcarii. Na boisku przebywał do 56 minuty
| Mecze i gole w reprezentacji | Mecze i gole w reprezentacji | Mecze i gole w reprezentacji | Mecze i gole w reprezentacji | Mecze i gole w reprezentacji | Mecze i gole w reprezentacji | Mecze i gole w reprezentacji |
| #                            | Data                         | Stadion                      | Rywal                        | Wynik                        | Gol                          | Rozgrywki                    |
| 2014                         | 2014                         | 2014                         | 2014                         | 2014                         | 2014                         | 2014                         |
| ---------------------------- | ---------------------------- | ---------------------------- | ---------------------------- | ---------------------------- | ---------------------------- | ---------------------------- |
| 1.                           | 05.03.2014                   | St. Gallen, Szwajcaria       | Szwajcaria                   | 2:2                          | 0                            | towarzyski                   |

## Sukcesy
Dinamo
- Mistrzostwo Chorwacji: 2008, 2009
- Puchar Chorwacji: 2008, 2009

Rijeka
- Puchar Chorwacji: 2014